# Milichus merzi
Milichus merzi är en skalbaggsart som beskrevs av Yves Cambefort 1983. Milichus merzi ingår i släktet Milichus och familjen bladhorningar. Inga underarter finns listade i Catalogue of Life.